# Monstera oreophila
Monstera oreophila är en kallaväxtart som beskrevs av Michael T. Madison. Monstera oreophila ingår i släktet Monstera och familjen kallaväxter. Inga underarter finns listade.